# Jupiter Custos tempel
Jupiter Custos tempel, Jupiter ”Väktarens” tempel, även Jupiter ”Beskyddarens” tempel, var ett tempel i Rom, beläget på Capitolium. Templet var invigt åt Jupiter och uppfördes under kejsar Vespasianus regeringstid (69–79 e.Kr.) på initiativ av hans son Domitianus. Den senare hade klarat sig helskinnad i samband med Vitellius belägring av Capitolium år 69 f.Kr.
Templets altare hade reliefer vilka framställde hur Domitianus hade räddats undan Vitellius anhängare. Kultstatyn föreställande Jupiter höll Domitianus i sina armar.

## Karta
| Plan över Capitolium under antiken |
| --- |
| Capitolium Arx Forum Romanum Fori Imperiali Velabrum Jupitertemplet Tabularium Juno Monetas tempel Marcellusteatern Forum Holitorium Bellonatemplet Jupiter Feretrius tempel Veiovistemplet Auguraculum Iseum Jupiter Custos tempel Concordiatemplet Jupiter Conservators tempel Altare Tensarum Jupiter Tonans tempel Clivus Capitolinus Centus Gradus Porta Pandana Janustemplet Juno Sospitas tempel Spestemplet Augustustemplet Asylum Inter duos lucos Vicus Iugarius Marsfältet Dei Consentes portik Vespasianus- templet Concordiatemplet Tullianum Clivus Argentarius Venus Erycinas tempel Bona Mens tempel Fidestemplet Opstemplet Scipio Africanus båge Saturnustemplet Basilica Iulia |